# Partula taeniata
Espèce
Statut de conservation UICN

 CR B2ab(ii,iv) : 
En danger critique
Partula taeniata est une espèce d'escargots terrestres appartenant à la famille des Partulidae. Endémique à la Polynésie française cette espèce est éteinte à l'état sauvage, à la suite de l'introduction de l'escargot carnivore Euglandina rosea en 1977.

## Sous espèces
Cette espèce comporte 4 sous-espèces, dont une éteinte :
- Partula taeniata taeniata (Mörch, 1850) - éteint
- Partula taeniata elongata Pease, 1866 - éteint à l'état sauvage
- Partula taeniata nucleola “Pease” Schmeltz, 1874 - éteinte à l'état sauvage
- Partula taeniata simulans Pease, 1866 - éteinte à l'état sauvage